# Chapelle Saint-Symphorien de Boussargues
Saint-Florent de Boussargues
La chapelle Saint-Symphorien de Boussargues est une chapelle romane, située à Sabran dans le département français du Gard en région Occitanie.
Cette ancienne possession supposée des Templiers mais réellement hospitalière, aujourd'hui cachée dans les bois, est restée intacte.

## Localisation
La chapelle se situe à trois kilomètres au sud-est de Sabran et à une égale distance au sud-ouest de Bagnols-sur-Cèze, non loin de la route D274 entre Cadignac et Colombier, deux hameaux de Sabran.
Elle se dresse dans une propriété privée, isolée au milieu des bois, à l'arrière du château de Boussargues.

## Historique
Le domaine de Boussargues aurait été donné à l'ordre du Temple par Guillaume Ier de Sabran, seigneur de Tresques.
La chapelle Saint-Symphorien date des XIe siècle et XIIe siècle. Selon le site du château de Boussargues « elle fut construite en remplacement d'un édifice plus ancien, probablement de l'époque carolingienne, dont on retrouve les traces au niveau de l'assise de l'abside et sur les murs latéraux dont l'appareillage de pierre diffère de celui utilisé au XIIe siècle ». Cet édifice ancien avait probablement lui-même remplacé un édifice romain .
Depuis, une controverse est née sur le nom et l'origine templière de cette chapelle : l'historien Pierre-Albert Clément mentionne le don de la maison forte de Boussargues directement aux Hospitaliers de l'ordre de Saint-Jean de Jérusalem par la famille de Sabran et cette chapelle correspond en réalité à celle dite de Saint-Florent de Boussargues. Saint-Florent de Boussargues était membre de la commanderie de Saint-Christol au sein du grand prieuré de Saint-Gilles et de la langue de Provence (Saint-Florent de Boissargues),.
Boussargues faisait partie de la viguerie de Bagnols et du diocèse d'Uzès.

## Toponymie
Le village de Boussargues est mentionné dès 1384 sous le nom de Brossanicæ.
La chapelle est mentionnée sous le nom de Prieuré de Boussargues en 1620.

## Statut patrimonial
La chapelle fait l'objet d'un classement au titre des monuments historiques depuis le 28 décembre 1984.
Elle a subi une importante restauration à la fin du XXe siècle.

## Architecture

### Maçonnerie et couverture
La chapelle est édifiée en blocs de pierre de taille assemblés en grand appareil très régulier et est recouverte d'une toiture en bâtière composée de lauzes.

### Façades
À l'ouest, la chapelle présente une austère façade, plus haute que large. Cette façade, qui est percée de nombreux trous de boulin (trous destinés à ancrer les échafaudages), est percée dans sa partie basse d'un portail cintré et dans sa partie haute d'une baie cintrée à simple ébrasement.
La façade méridionale, elle aussi percée de nombreux trous de boulin, présente près du chevet une large zone de maçonnerie dont l'appareillage diffère de celui utilisé au XIIe siècle et qui date probablement de l'époque carolingienne. 
Elle est percée d'une porte cintrée et de deux baies cintrées à simple ébrasement.
L'arc de la porte est surmonté de deux fragments de frise qui forment un fronton triangulaire. Ces remplois de l'époque romaine, probablement repris des édicules romains qui ont précédé la chapelle, sont ornés respectivement de rosettes et de feuilles. L'angle que forment les deux frises est occupé par une palmette qui surmonte la clé d'arc. À droite de cette palmette, au-dessus de la frise, une pierre est ornée de marguerites sculptées.

Façade sud
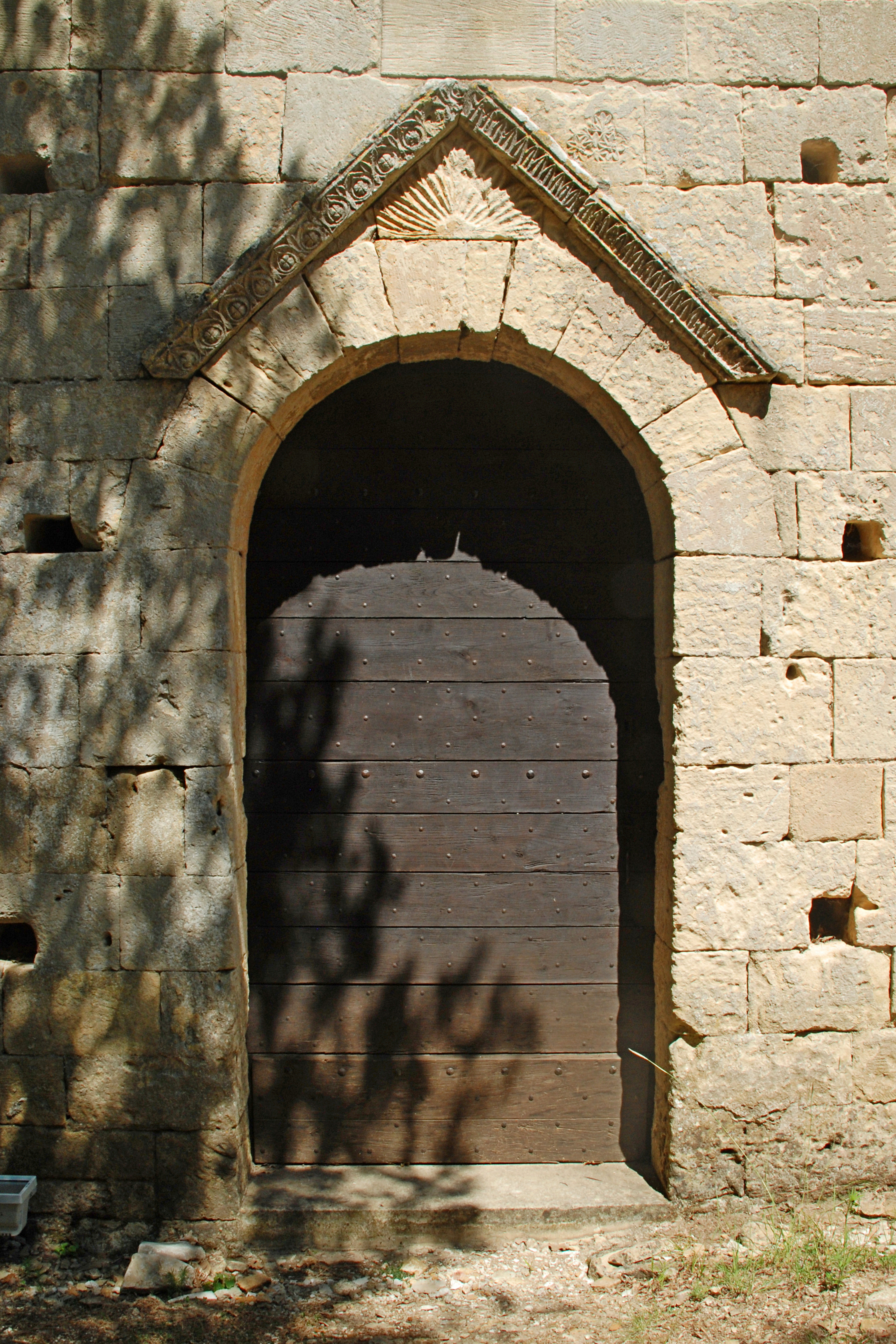
La porte.
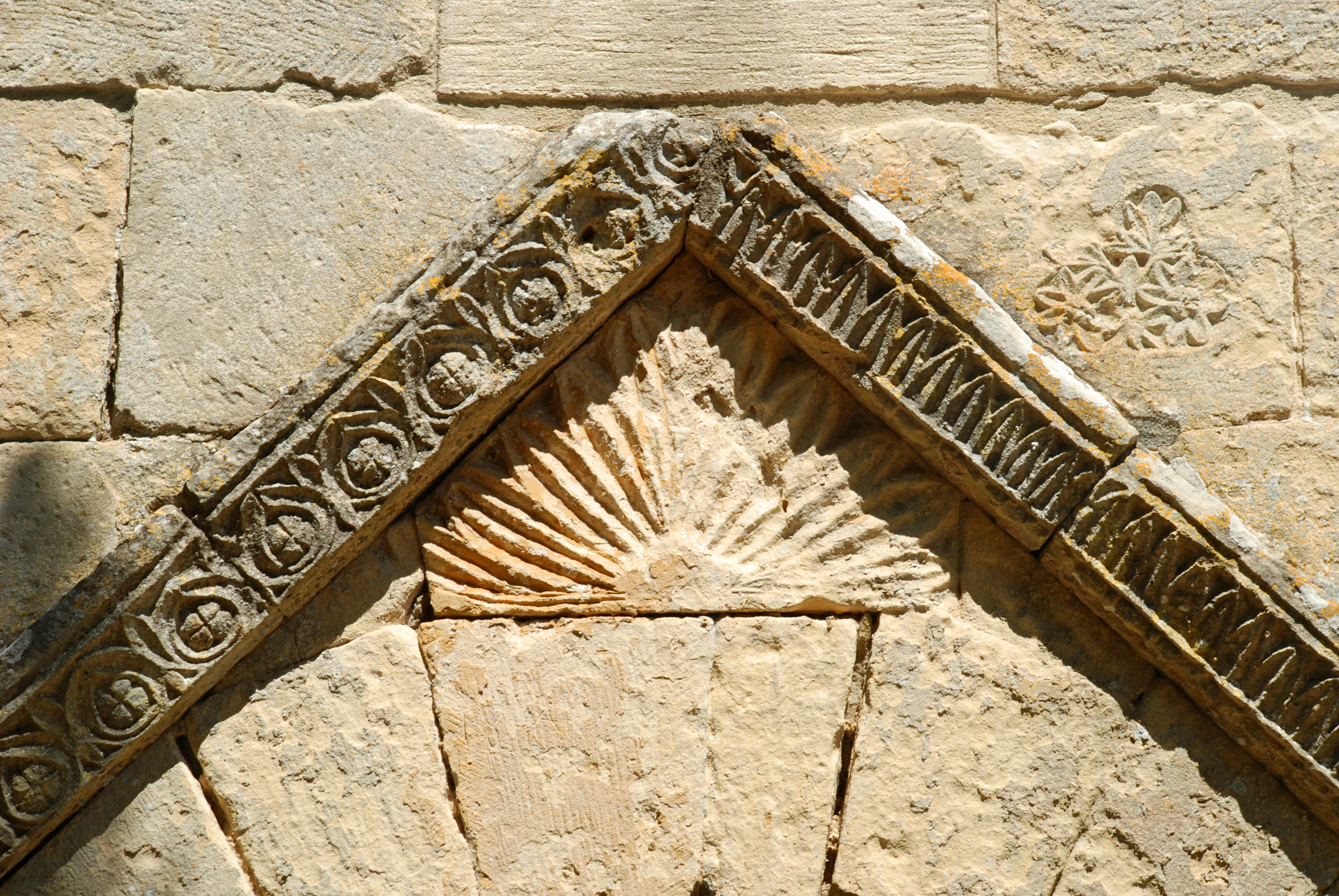
Palmette et frises de la porte.
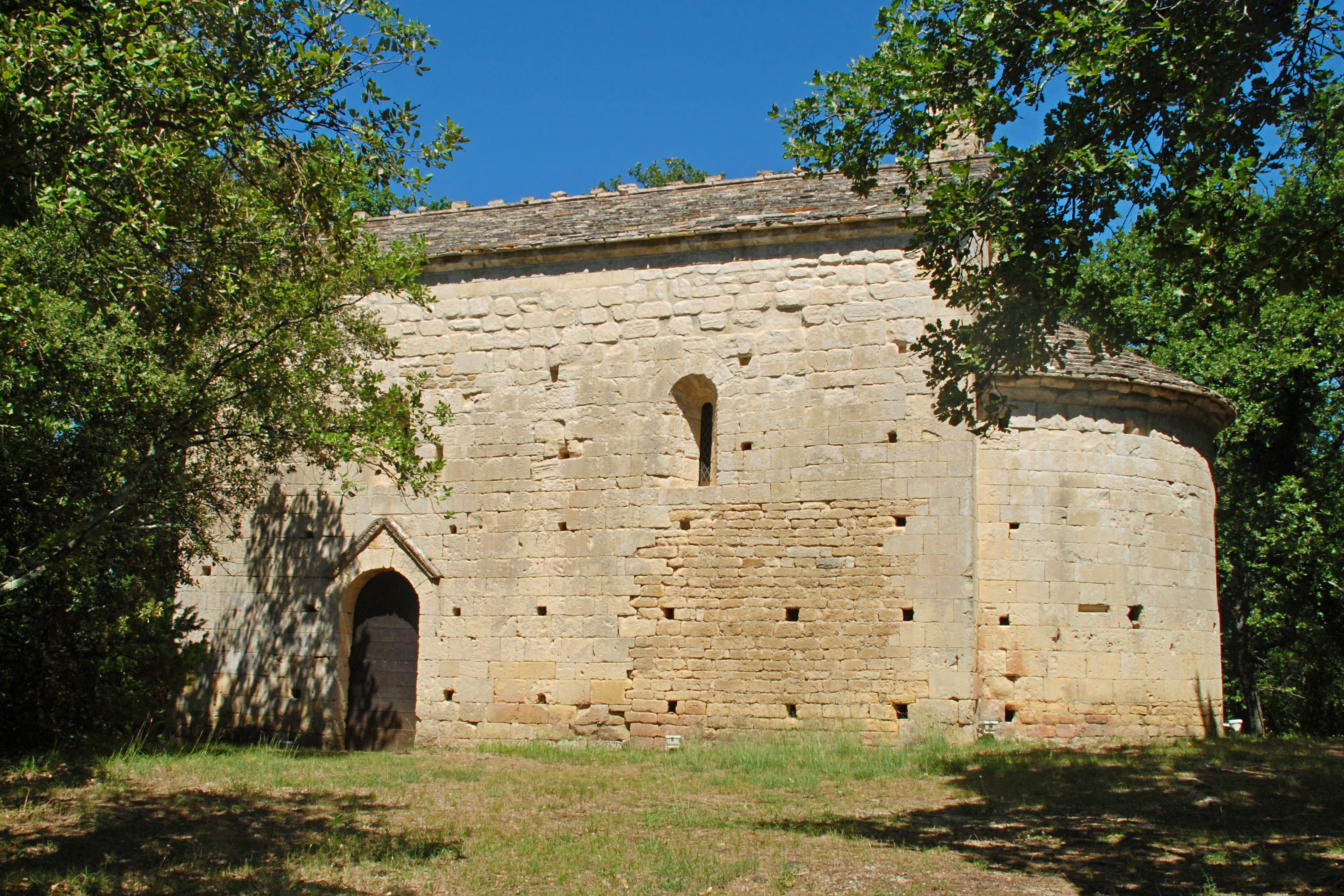
La façade sud et la zone de maçonnerie qui date probablement de l'époque carolingienne.
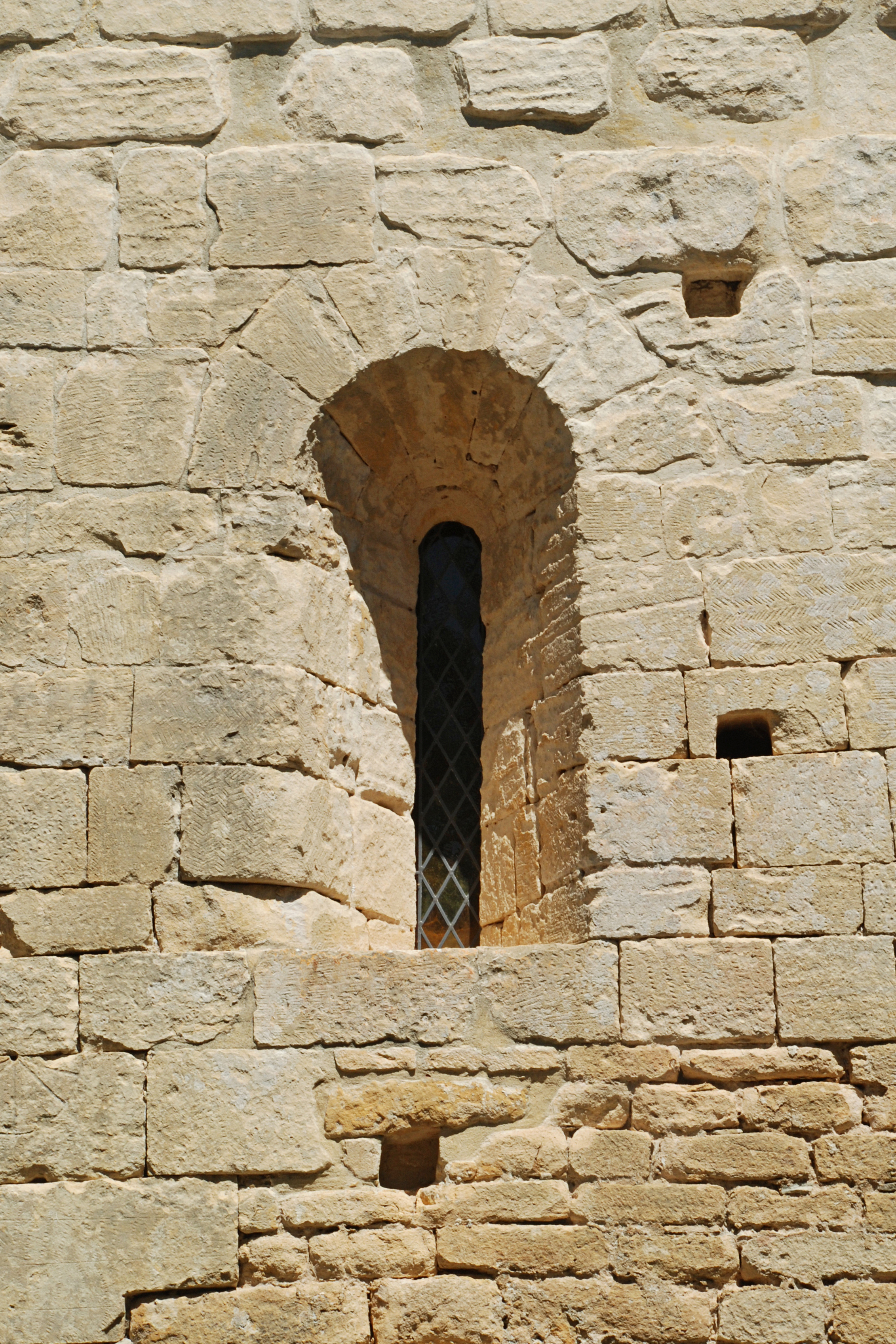
Baie cintrée de la façade sud.

### Chevet

#### Abside
L'édifice possède un chevet roman constitué d'une abside semi-circulaire percée d'une fenêtre axiale cintrée à simple ébrasement et surmontée d'une corniche faite de deux rangs de pierres moulurées.
L'abside repose sur un soubassement fait de quatre assises de pierres plus petites et d'une couleur légèrement différente, qui date probablement de l'époque carolingienne comme une partie de la façade sud.
Sa maçonnerie, percée de quelques trous de boulin, est composée de blocs de pierre de taille finement ajustés, sans zone de réfection sauf peut-être l'assise qui soutient la corniche. On y aperçoit, gravées dans la pierre, des croix de pèlerinage qui rappellent que la chapelle est située sur le chemin de Saint-Jacques de Compostelle.

Chevet
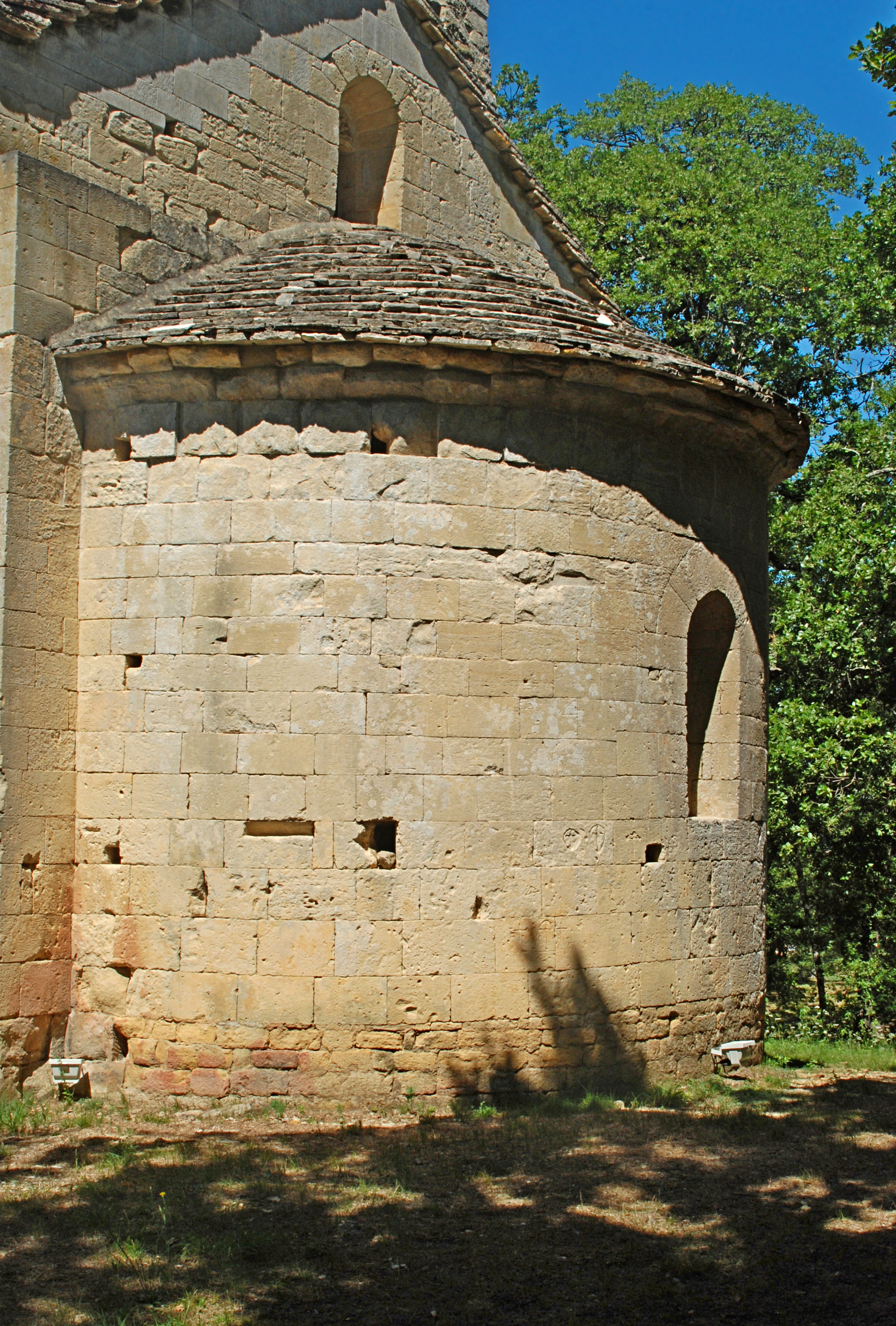
L'abside et sa fenêtre axiale.
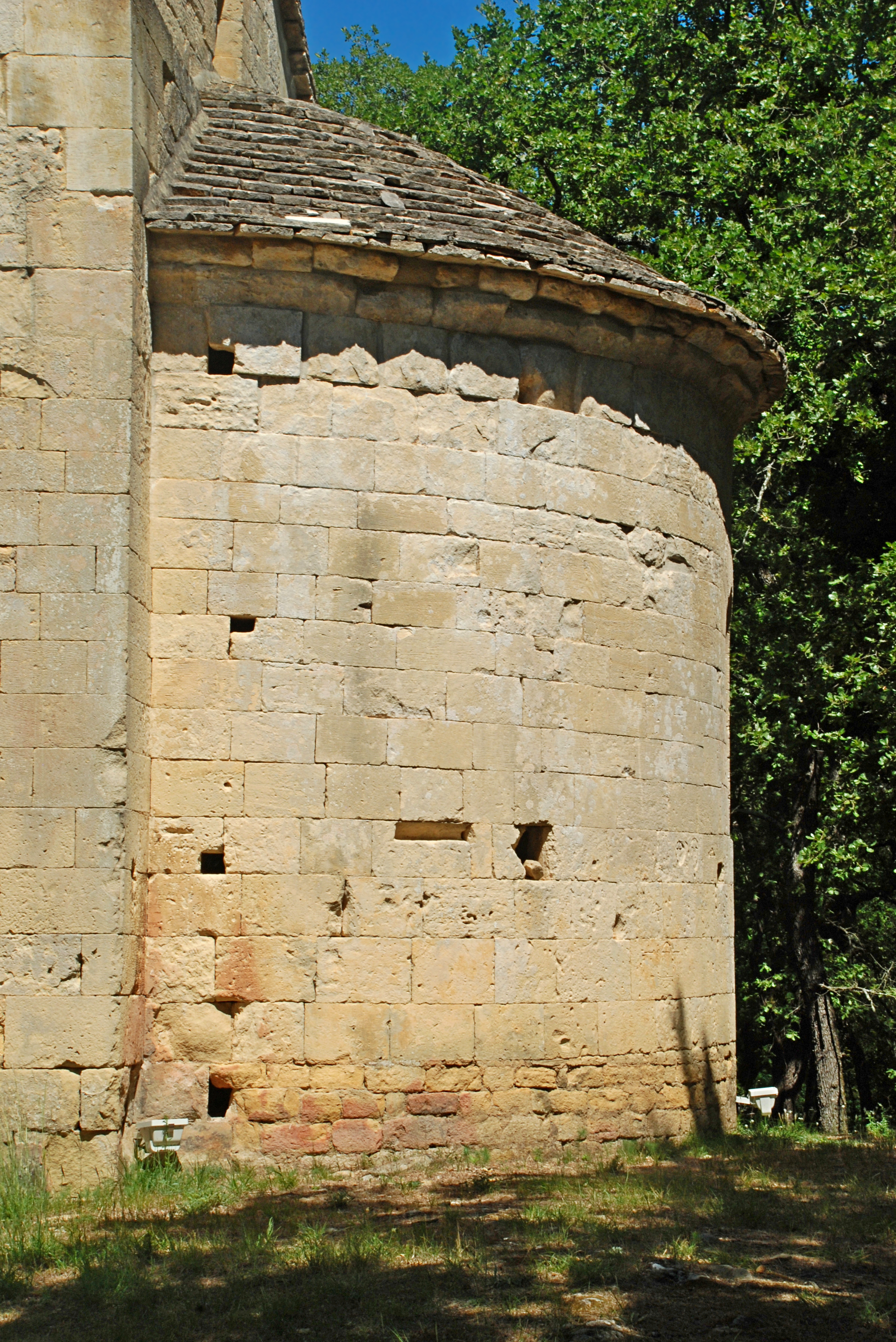
Vue latérale de l'abside.
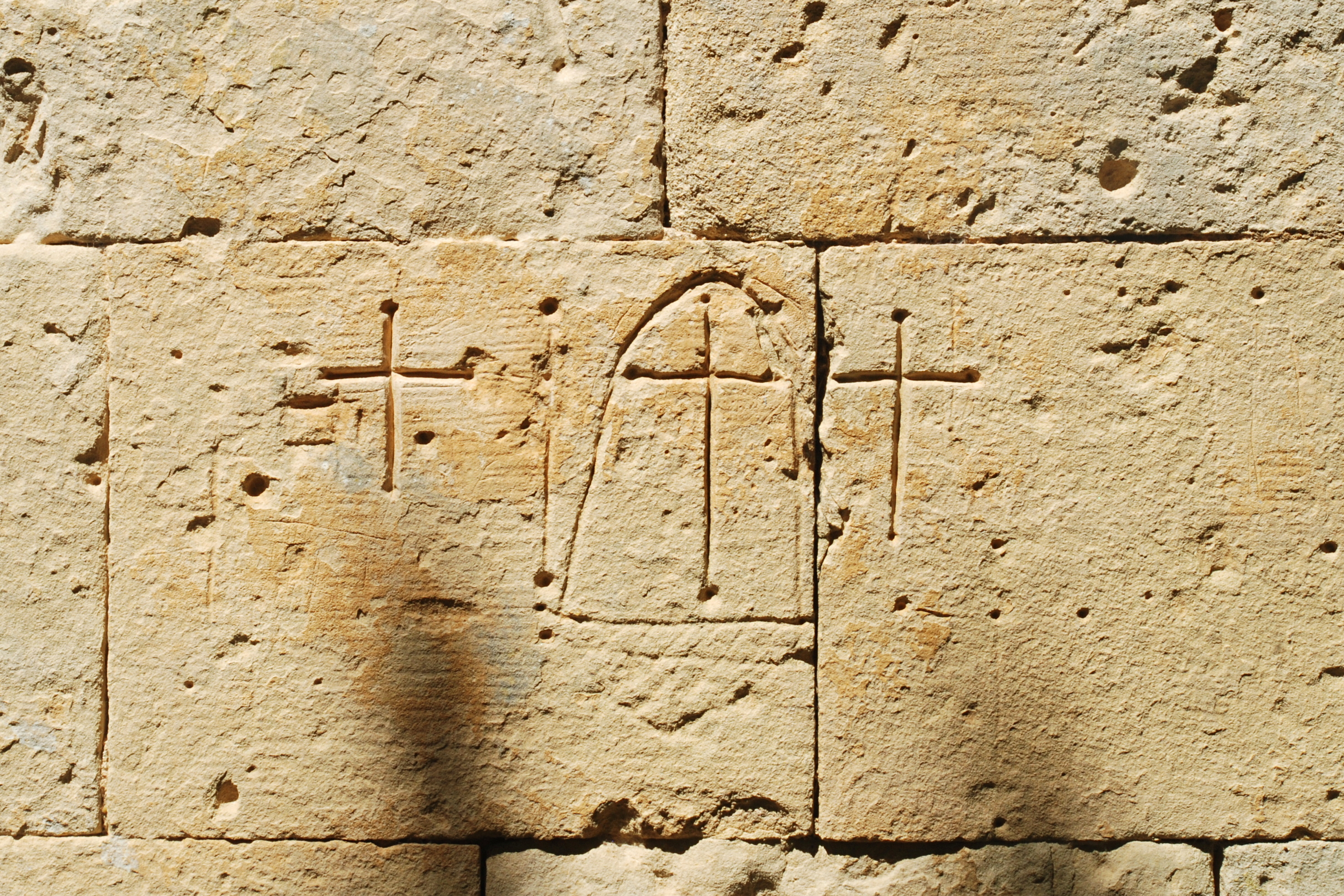
Croix de pèlerinage gravées sur l'abside.

#### Pignon oriental
Le pignon qui surmonte l'abside est orné de remarquables marques de tâcheron, laissées par les tailleurs de pierre. Ces marques d'une taille impressionnante sont presque aussi grandes que les blocs de pierre eux-mêmes et prennent la forme de lettres P ou b, à simple ou à double barre ainsi que de croix groupées par deux ou par trois.
Certains des blocs de pierre du pignon présentent en surface un layage prenant la forme d'arêtes de poisson, de chevrons, de losanges et de cercles.
Le haut du pignon est percé d'une fenêtre profonde dont le tympan est orné d'une palmette.

Pignon oriental
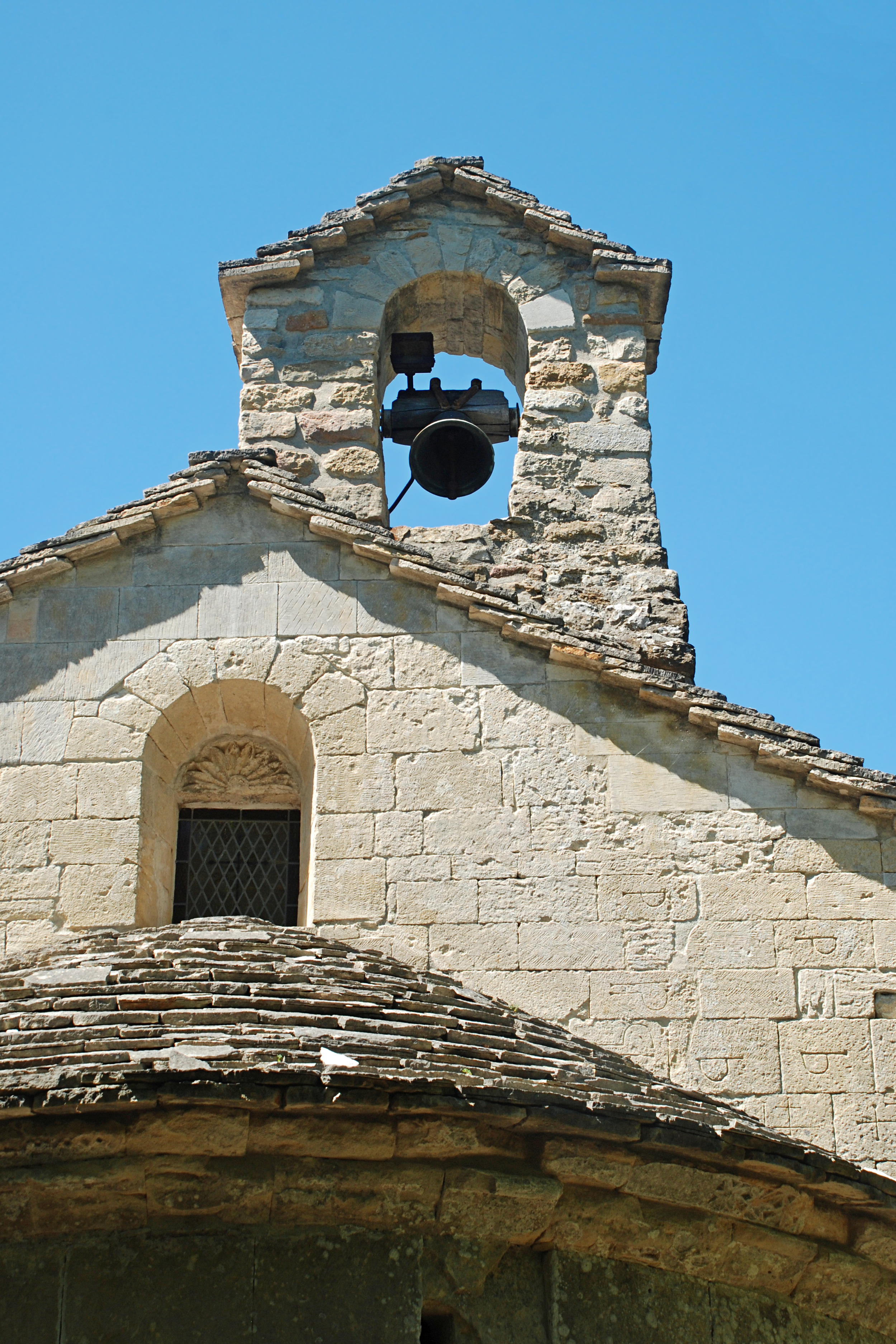
Le clocheton.
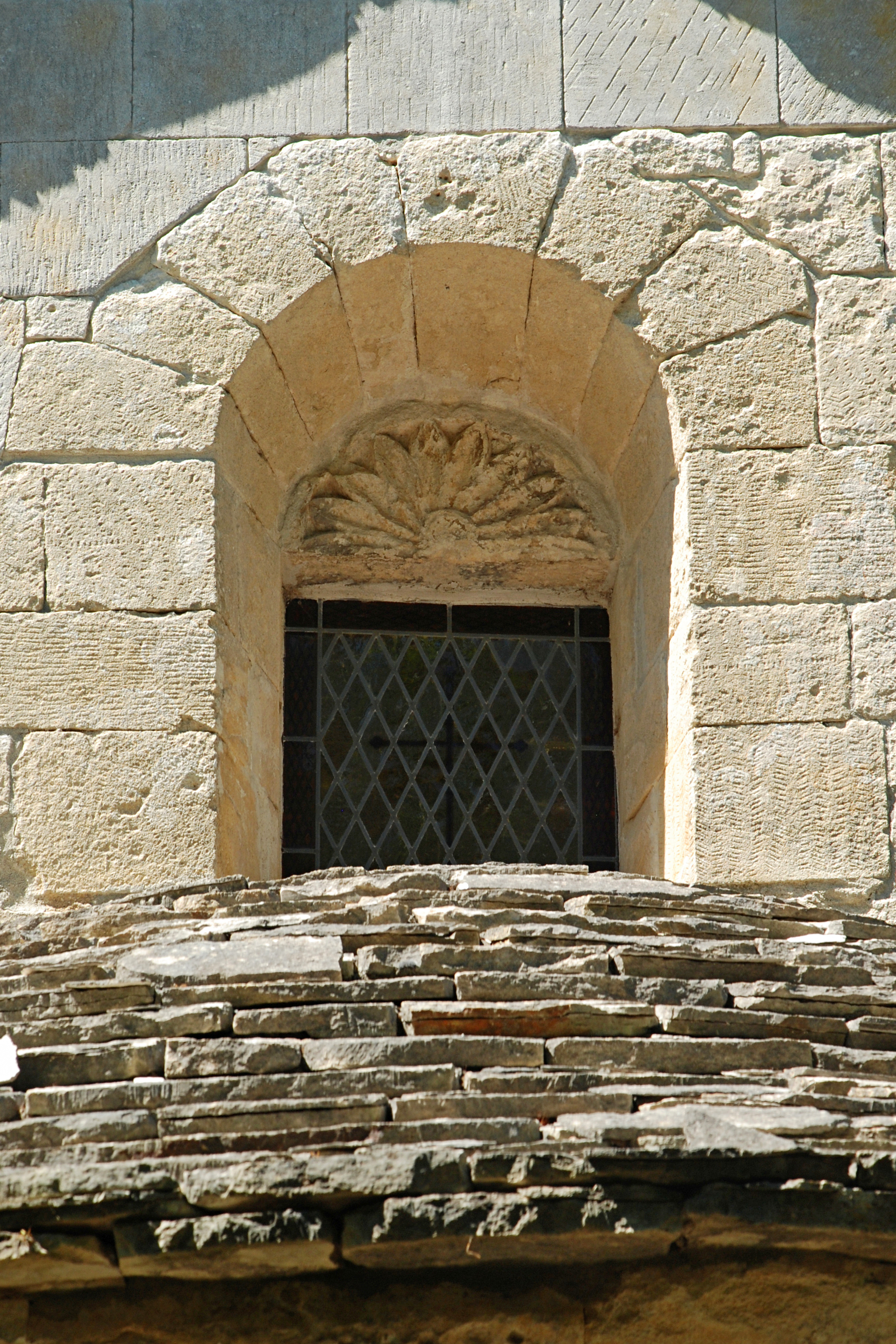
La baie du pignon.
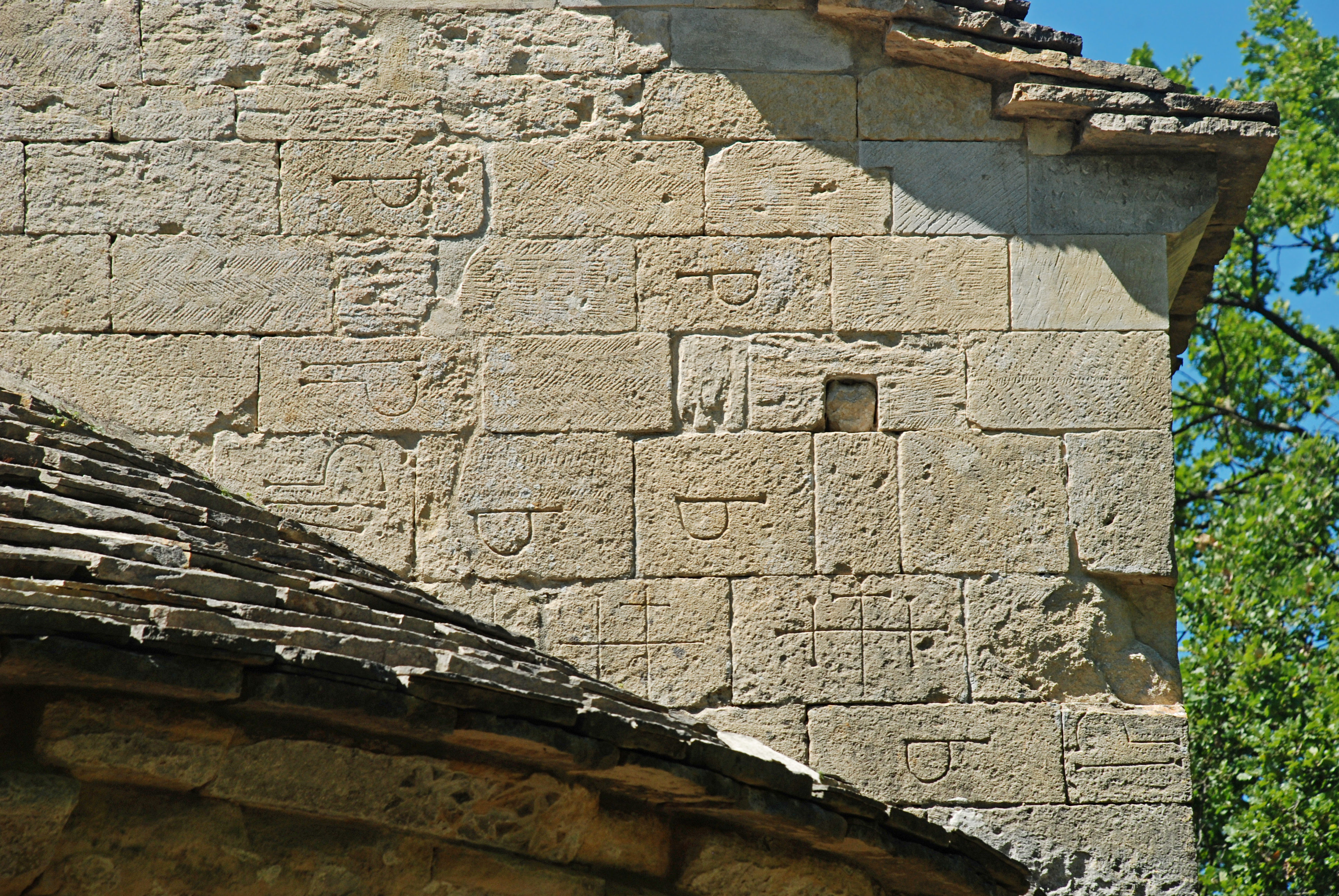
Pierres du mur-pignon ornées de marques de tâcheron gravées et de layage.